# Christian Karembeu
Christian Lali Kake Karembeu (Lifou, 3 de dezembro de 1970) é um ex-futebolista francês nascido na Nova Caledônia que atuava como volante.
Com passagem por clubes como Sampdoria e Real Madrid, além de ter defendido a Seleção Francesa, Karembeu é um dos onze jogadores que ganharam a Liga dos Campeões da UEFA e a Copa do Mundo FIFA no mesmo ano (1998). É também um dos dezessete que venceram a Eurocopa e a Liga dos Campeões no mesmo ano (2000), sendo o único presente em ambas as listas.
Por conta do título da Copa do Mundo de 1998, Karembeu foi condecorado, juntamente com o restante dos jogadores campeões, a Cavaleiro da Legião de Honra pelo presidente da França.

## Carreira

### Nantes
Com passagem pelas categorias de base do modesto Gaïtcha, da Nova Caledônia, Karembeu profissionalizou-se no Nantes no ano de 1990 (estava nos Canários desde 1988). Fez sua primeira aparição no banco nas quartas de final da Copa da França de 1990–91, onde o Nantes venceu o Brest. Finalmente, em 4 de maio de 1991, estreou profissionalmente na primeira divisão do futebol francês contra o Auxerre. Após ser campeão da Ligue 1 na temporada 1994–95, o volante foi vendido à Sampdoria. No total pelo Nantes, atuou em 130 partidas e marcou cinco gols.

### Sampdoria
Karembeu foi negociado junto a Sampdoria por cerca de 25 milhões de francos (cerca de 4,9 milhões de euros em 2011), sendo uma das contratações mais caras do clube até então.
Na equipe de Genova, integrou por duas temporadas um elenco que tinha como destaques o goleiro Walter Zenga, o lateral-direito Moreno Mannini, o zagueiro Siniša Mihajlović, os meias Alberigo Evani e Clarence Seedorf, além do atacante Roberto Mancini. No total, o francês atuou por duas temporadas e realizou mais de 60 partidas na Serie A.

### Real Madrid
Por 450 milhões de pesetas, o Real Madrid o contratou em 1997, a pedido do então treinador Jupp Heynckes. Presente em dois títulos da Liga dos Campeões, o francês disputou 82 jogos pelos Merengues e marcou quatro gols.

### Middlesbrough
Em 2000, o Middlesbrough pagou 2,1 milhões de libras para adquiri-lo junto ao Real Madrid. Na Premier League o clube terminou em 14º, a oito pontos da zona de rebaixamento. Deixaria o clube em 2001.

### Olympiacos
Christian Karembeu completou uma transferência de 2 milhões de libras do Middlesbrough para o Olympiacos em 17 de julho de 2001.
Com o elenco do Pireu conquistou a Alpha Ethniki, primeira divisão da Grécia, em 2002 e 2003, enquanto em 2004 foi vice-campeão. Ele chegaria a duas finais da Copa da Grécia, mas nunca conseguiu vencê-la.

### Servette
No dia 15 de fevereiro de 2005, Karembeu foi anunciado pelo Servette, sendo o primeiro jogador campeão mundial a jogar pelo time suíço.
A passagem foi horrível, o belo panorama pintado pelos dirigentes do Servette logo se transformou em um pesadelo, o clube foi sancionado por dívidas e a isso se somou a falta de pagamento a Karembeu, que durou apenas cinco meses, jogou 14 jogos e deixou o clube.

### Bastia e aposentadoria
Karembeu era visto com frequência na Córsega e por esse motivo que o então presidente do Bastia, Louis Multari, quis contratá-lo para ele se aposentar do clube. Mesmo com o time estando na 19ª posição, na zona de rebaixamento para a Ligue 2, Christian Karembeu aceitou a proposta. Sua passagem pelo Bastia foi testemunhal; ele mal jogou sete jogos e o time acabou sendo rebaixado para a segunda divisão. Não foi a despedida dos sonhos, mas o melhor daquele ano foi se tornar primeiro em vendas de camisas do time. Ainda assim, o experiente jogador atraiu olhares naquela triste temporada.
Após não encontrar outra equipe para seguir jogando, Karembeu anunciou sua aposentadoria em outubro de 2005.

## Seleção Nacional
Nascido em Lifou e radicado em território francês desde 1988, Karembeu tornou-se o segundo jogador neocaledônio a ser convocado para a Seleção Francesa principal (o primeiro foi o atacante Jacques Zimako, que disputou 13 partidas), estreando em novembro de 1992. Integrou o elenco dos Bleus que disputou as Eurocopas de 1996 (quatro jogos) e 2000 (um jogo), a Copa das Confederações de 2001 (três partidas) e a Copa de 1998 (quatro jogos). A última de suas 53 partidas com a camisa da Seleção Francesa foi contra a Escócia (5 a 0 para a França), em março de 2002. Nome certo para disputar a Copa do Mundo daquele ano, acabou perdendo a convocação devido a uma lesão na virilha. A única vez em que o volante balançou as redes pelos Bleus foi num jogo contra a Romênia, em 1995.

## Estilo de jogo
Descrito como um "meio-campista completo" por Paul Sarahs, do FourFourTwo, Karembeu foi um volante bidirecional fisicamente imponente, enérgico e tecnicamente talentoso , conhecido por sua variedade de passes, habilidades de drible, resistência e estilo de jogo duro.
Sobre seu estilo de jogo e papel na vitória da França na final da Copa do Mundo de 1998, Michael Cox da ESPN FC descreveu-o como "um híbrido peculiar de um lateral e um meio-campista box-to-box", que "vai para cima e para baixo à direita de um meio-campo de três homens muito defensivo".

## Vida pessoal
Karembeu conheceu a modelo eslovaca Adriana Sklenaříková num voo de Paris para Milão em 1998. Casaram em dezembro daquele ano.
Em 9 de março de 2011, em entrevista à revista francesa Paris Match, Adriana revelou que estava separando de seu marido. Adriana afirmou que as causas para a separação foram as constantes exposições do casal na mídia e sua "vida agitada", bem como estar "perturbado ao ver fotografias de suas com outros homens que aparecem na imprensa e especulações de que ela tinha um amante". Christian Karembeu recusou perguntas da mídia sobre o divórcio, afirmando que ele não iria comentar em público sobre sua vida privada.

### Televisão
Christian Karembeu é o anfitrião da série de TV francesa "Des Îles et des Hommes", exibido pela Planete em 2010 e 2011, um programa de viagens, visitando seis das mais belas ilhas do mundo.

## Títulos
Nantes
- Ligue 1: 1994–95

Real Madrid
- Liga dos Campeões da UEFA: 1997–98 e 1999–00
- Copa Intercontinental: 1998

Olympiacos
- Campeonato Grego: 2001–02 e 2002–03

França
- Copa do Mundo FIFA: 1998
- Eurocopa: 2000
- Copa das Confederações FIFA: 2001

### Prêmios individuais
- Futebolista do Ano da Oceania: 1995 e 1998
- Cavaleiro - Ordem Nacional da Legião de Honra: 1998[20][21]